# Unreal
Unreal – strzelanka pierwszoosobowa, wyprodukowana w 1998 przez studia Epic MegaGames i Digital Extremes oraz wydana przez GT Interactive. Unreal ukazał się na platformach Microsoft Windows oraz Macintosh jako dzieło dwóch projektantów: Cliffa Bleszinskiego i Jamesa Schmalza.
Akcja Unreala toczy się w futurystycznym świecie fantastycznonaukowym. Gracz wciela się w nim w rolę więźnia na pokładzie statku więziennego. Po katastrofie okrętu na nieznanej planecie graczowi udaje się uciec z celi. Napotyka jednak na wrogą rasę Skaarj, której przedstawiciele mają władzę nad mieszkańcami planety, zamienionymi w niewolników. Aby uciec z tego ciała niebieskiego, gracz musi przemierzać jego powierzchnię i napotkać wiele istot, często o wrogim usposobieniu, z którymi walczy za pomocą futurystycznej broni.
Unreal zyskał uznanie w oczach recenzentów ze względu na przełomowy w momencie wydania silnik gry, stworzony przez programistę Tima Sweeneya Unreal Engine, który został opracowany w 1994 roku przez Epic Games. Gra Bleszinskiego i Schmalza okazała się wielkim sukcesem komercyjnym, sprzedając się w liczbie 1,5 miliona egzemplarzy. Zapoczątkowała również serię gier, w ramach której znalazły się dodatek Unreal: Return to Na Pali, Unreal II: The Awakening (2003) oraz przeznaczone do gry wieloosobowej kolejne odsłony Unreal Tournament. Unreal Engine w coraz nowszych odmianach był wykorzystywany w licznych grach innych deweloperów.

## Fabuła

### Świat gry
Akcja Unreala toczy się w świecie futurystycznym, łączącym w sobie elementy fantastyki naukowej i średniowiecznego fantasy. Wydarzenia w grze mają miejsce na obcej planecie zwanej Na Pali, początkowo zaludnionej przez Nali, pokojowo nastawionych ludzi poświęconych medytacji i odczytywaniu świętych tekstów. Kilka dni przed wydarzeniami opisanymi w grze rasa wrogo nastawionych obcych, Skaarj, przejęła kontrolę nad planetą i zniewoliła jej mieszkańców w celu eksploatacji zasobów Tarydium, surowca przez nich wykorzystanego jako napęd do statku kosmicznego. Druga wroga frakcja, znana jako najemnicy, również znajduje się na planecie, aby zbudować kompleks naukowy.
Wkrótce po rozpoczęciu przygody ziemski okręt więzienny Vortex Rikers wchodzi w pole grawitacyjne Na Pali, po czym rozbija się o powierzchnię planety.

### Unreal
Gra zaczyna się w momencie, gdy bohater kierowany przez gracza, więzień nr 849, odzyskuje przytomność i odkrywa, że katastrofa Vortex Rikers wyłączyła pole siłowe więzienia. Eksplorując wrak okrętu, napotyka na swej drodze obcego, który błyskawicznie ucieka. Po opuszczeniu statku główny bohater odkrywa krajobraz otaczający domostwa Nali i dowiaduje się o wrogiej rasie obcych Skaarj, która kontroluje planetę. Przechodzi potem przez kopalnię Tarydium, po czym kieruje się w stronę starożytnej świątyni poświęconej bogowi wody Chizra, a następnie do areny używanej przez Skaarjów do zniewalania i torturowania Nali. Po pokonaniu Tytana, jednej z największych kreatur Na Pali, bohater wchodzi do spokojnej wioski Harobed, aby dotrzeć do kompleksu naukowego Terraniux strzeżonego przez frakcję najemników. Następnie dociera do świątyni Vandora, po czym odkrywa wrak ISV Kran, ziemskiego statku zaatakowanego przez Skaarjów. Po eksploracji jego czterech pokładów zyskuje dostęp do teleportera w pomieszczeniu kontrolnym, by znaleźć się u stóp gigantycznej wieży ochrzczonej przez Nali jako Sunspire. Na jej szczycie znajduje się winda, która transportuje bohatera do jednej z wysp krążących wokół planety. Poprzez kolejny teleporter bohater powraca na powierzchnię planety i w górzystym rejonie odkrywa klasztor Bluff Eversmoking, a następnie zamek Nali, z którego uzyskuje dostęp do okrętu-matki Skaarjów. W jego wnętrzu stacza zwycięski pojedynek z królową Skaarjów, po którym odnajduje kapsułę ratunkową, której używa do opuszczenia planety. Pozbawiona paliwa kapsuła krąży na orbicie wokół Na Pali, a znajdujący się w niej bohater oczekuje pomocy.

### Unreal: Return to Na Pali
Kapsuła ratunkowa dryfuje przez kilka godzin w przestrzeni kosmicznej do czasu, gdy wielki okręt wojenny Ziemian, UMS Bodega Bay, wchodzi w orbitę Na Pali. Po uratowaniu przez jego załogę bohater otrzymuje ofertę powrotu do Na Pali w poszukiwaniu okrętu UMS Prometheus, który zawiera dane o sekretnym projekcie armii, w przeciwnym razie zginie w kosmosie. Po zaakceptowaniu oferty bohater ląduje w Na Pali w rejonie górniczym niedaleko miejsca katastrofy Vortex River, otrzymując od Bodegi wsparcie w formie zapasów broni i amunicji. Wkrótce dociera do podziemnego kompleksu, który prowadzi do wioski Nali, Glathriel. Po jej przeszukaniu w końcu odnajduje wrak UMS Prometheusa. Udaje mu się zdobyć dane poszukiwane przez wojsko, zostaje jednak zdradczony przez armię, które wysyła drużynę żołnierzy w celu jego likwidacji. Poradziwszy sobie z nimi, prowadzi poszukiwania w celu odbudowy ich statku i opuszczenia planety, w końcu jednak znajduje radiostację, za sprawą której dowiaduje się o istnieniu innego statku niedaleko miejsca katastrofy. Później były więzień przechodzi przez dolinę i liczne kaniony, które prowadzą do świątyni Velora, a dalej do fabryki przetwarzającej Terydium. Przekroczenie tej ostatniej wiedzie do zaśnieżonego pasma górskiego, na szczycie którego bohater odnajduje teleporter prowadzący bezpośrednio do twierdzy, w której znajduje się poszukiwany statek. Po wejściu na jego pokład i zdetonowaniu UMS Bodega bohater ucieka z planety.

## Silnik graficzny
Kiedy opracowywany przez przeszło 3 lata Unreal Engine ujrzał światło dzienne, wiele firm, aby przyspieszyć produkcję własnych gier wykupiło licencję na jego użytkowanie. Został on wykorzystany m.in. w takich produkcjach jak: Star Trek: Deep Space 9: The Fallen, Deus Ex czy Clive Barker's Undying. Unreal Engine jest dostępny na platformy Microsoft Windows, Mac OS, OS X, GNU/Linux, PlayStation 2, Xbox, GameCube oraz Dreamcast.

### Grafika
Unreal Engine nie był pierwszym silnikiem graficznym udostępniającym kolorowe źródła światła, które pojawiły się wcześniej już w Quake'u II, ale był pierwszym, który udostępniał całą gamę efektów specjalnych (włącznie z ograniczonym dynamicznym oświetleniem, filtrowaniem bilinearnym, a nawet trilinearnym) w trybie renderowania programowego.
Jedną z większych wad konkurencyjnego Quake II engine były zwolnienia w momencie gdy gracz wychodził na otwartą przestrzeń. Unreal poszedł o krok do przodu, oferując otwarte przestrzenie bez znacznych spowolnień w wyświetlaniu grafiki.

### Muzyka
Kiedy wiele firm developerskich oferowało muzykę w swoich grach w formatach wysokiej jakości kosztem rozmiaru (.wav, czy w postaci audiotracków), czy też relatywnie małych, ale o dużo niższej jakości na większości komputerów (MIDI), Epic Megagames użyło muzyki w formacie MOD, oferującej znacznie lepszą jakość niż MIDI, a jednocześnie zajmującej znacznie mniej przestrzeni dyskowej niż WAV, czy CD-Audio.